# Ixtacomitán 2.ª Sección
Ixtacomitán 2.ª Sección es una localidad del municipio de Centro ubicado en la subregión centro del estado mexicano de Tabasco.

## Geografía
La localidad de Ixtacomitán 2.ª Sección se sitúa en las coordenadas geográficas 17°56′57″N 92°58′43″O / 17.949167, -92.978611, a una elevación de 11 metros sobre el nivel del mar.

## Demografía
Según el Censo de Población y Vivienda 2020, efectuado por el Instituto Nacional de Estadística y Geografía, la localidad de Ixtacomitán 2.ª Sección tiene 3,731 habitantes, de los cuales 1,787 son del sexo masculino y 1,944 del sexo femenino. Su tasa de fecundidad es de 1.63 hijos por mujer y tiene 1,092 viviendas particulares habitadas.
| Gráfica de evolución demográfica de Ixtacomitán 2.ª Sección entre 1970 y 2020 |
|                                                                               |
| INEGI.                                                                        |